# Rugby 7 en los Mini Juegos del Pacífico de 2009
El Rugby 7 en los Mini Juegos del Pacífico 2009 se jugó entre el 1 y 2 de octubre de 2009 en Rarotonga, Islas Cook, participaron 10 selecciones de Oceanía.
Samoa venció en la final a la Fiyi para ganar la medalla de oro.

## Resultados

### Grupo A
| Pos | Países          | Partidos | Partidos | Partidos | Partidos | Tantos | Tantos | Tantos | Pts |
| Pos | Países          | J        | G        | E        | P        | PF     | PC     | DP     | Pts |
| --- | --------------- | -------- | -------- | -------- | -------- | ------ | ------ | ------ | --- |
| 1   | Fiyi            | 4        | 4        | 0        | 0        | 175    | 0      | +175   | 12  |
| 2   | Niue            | 4        | 3        | 0        | 1        | 120    | 38     | +82    | 10  |
| 3   | Islas Cook      | 4        | 2        | 0        | 2        | 71     | 72     | −1     | 8   |
| 4   | Tahití          | 4        | 1        | 0        | 3        | 33     | 128    | −95    | 6   |
| 5   | Wallis y Futuna | 4        | 0        | 0        | 4        | 0      | 161    | −161   | 4   |

|  | Clasificados a semifinales. |

### Grupo B
| Pos | Países             | Partidos | Partidos | Partidos | Partidos | Tantos | Tantos | Tantos | Pts |
| Pos | Países             | J        | G        | E        | P        | PF     | PC     | DP     | Pts |
| --- | ------------------ | -------- | -------- | -------- | -------- | ------ | ------ | ------ | --- |
| 1   | Samoa              | 4        | 4        | 0        | 0        | 178    | 0      | +178   | 12  |
| 2   | Tonga              | 4        | 3        | 0        | 1        | 109    | 29     | +80    | 10  |
| 3   | Papúa Nueva Guinea | 4        | 2        | 0        | 2        | 53     | 66     | −13    | 8   |
| 4   | Islas Salomón      | 4        | 1        | 0        | 3        | 40     | 131    | −91    | 6   |
| 5   | Nueva Caledonia    | 4        | 0        | 0        | 4        | 12     | 166    | −154   | 4   |

|  | Clasificados a semifinales. |

#### Bowl (9° y 10° puesto)
|  | Copa de plata   |                 |    |  |
|  |                 |                 |    |  |
|  | Nueva Caledonia | Nueva Caledonia | 35 |  |
|  | Nueva Caledonia | Nueva Caledonia | 35 |  |
|  | Wallis y Futuna | Wallis y Futuna | 5  |  |
|  | Wallis y Futuna | Wallis y Futuna | 5  |  |

#### 5° al 8° puesto
|  | Copa de plata      | Copa de plata      | Copa de plata      |                    |            | Quinto puesto  | Quinto puesto  | Quinto puesto  |  |
|  |                    |                    |                    |                    |            |                |                |                |  |
|  |                    |                    |                    |                    |            |                |                |                |  |
|  | Islas Cook         | Islas Cook         | 32                 |                    |            |                |                |                |  |
|  | Islas Cook         | Islas Cook         | 32                 |                    |            |                |                |                |  |
|  | Islas Salomón      | Islas Salomón      | 5                  |                    |            |                |                |                |  |
|  | Islas Salomón      | Islas Salomón      | 5                  |                    | Islas Cook | Islas Cook     | 17             |                |  |
|  |                    |                    |                    |                    | Islas Cook | Islas Cook     | 17             |                |  |
|  |                    |                    | Papúa Nueva Guinea | Papúa Nueva Guinea | 12         |                |                |                |  |
|  | Papúa Nueva Guinea | Papúa Nueva Guinea | Papúa Nueva Guinea | Papúa Nueva Guinea | 12         | 52             |                |                |  |
|  | Papúa Nueva Guinea | Papúa Nueva Guinea |                    |                    |            | 52             |                |                |  |
|  | Tahití             | Tahití             | 0                  |                    |            | Séptimo puesto | Séptimo puesto | Séptimo puesto |  |
|  | Tahití             | Tahití             | 0                  |                    |            | Séptimo puesto | Séptimo puesto | Séptimo puesto |  |
|  |                    |                    |                    |                    |            |                |                |                |  |
|  |                    |                    |                    |                    |            | Islas Salomón  | Islas Salomón  | 26             |  |
|  |                    |                    |                    |                    |            | Islas Salomón  | Islas Salomón  | 26             |  |
|  |                    |                    |                    |                    |            | Tahití         | Tahití         | 10             |  |
|  |                    |                    |                    |                    |            | Tahití         | Tahití         | 10             |  |
|  |                    |                    |                    |                    |            |                |                |                |  |

#### Fase final
|  | Semifinales | Semifinales | Semifinales |      |       | Oro    | Oro    | Oro    |  |
|  |             |             |             |      |       |        |        |        |  |
|  |             |             |             |      |       |        |        |        |  |
|  | Samoa       | Samoa       | 38          |      |       |        |        |        |  |
|  | Samoa       | Samoa       | 38          |      |       |        |        |        |  |
|  | Niue        | Niue        | 0           |      |       |        |        |        |  |
|  | Niue        | Niue        | 0           |      | Samoa | Samoa  | 38     |        |  |
|  |             |             |             |      | Samoa | Samoa  | 38     |        |  |
|  |             |             | Fiyi        | Fiyi | 12    |        |        |        |  |
|  | Fiyi        | Fiyi        | Fiyi        | Fiyi | 12    | 26     |        |        |  |
|  | Fiyi        | Fiyi        |             |      |       | 26     |        |        |  |
|  | Tonga       | Tonga       | 7           |      |       | Bronce | Bronce | Bronce |  |
|  | Tonga       | Tonga       | 7           |      |       | Bronce | Bronce | Bronce |  |
|  |             |             |             |      |       |        |        |        |  |
|  |             |             |             |      |       | Tonga  | Tonga  | 38     |  |
|  |             |             |             |      |       | Tonga  | Tonga  | 38     |  |
|  |             |             |             |      |       | Niue   | Niue   | 12     |  |
|  |             |             |             |      |       | Niue   | Niue   | 12     |  |
|  |             |             |             |      |       |        |        |        |  |